# Memoriał Henryka Łasaka 2013
Il Memoriał Henryka Łasaka 2013, quindicesima edizione della corsa, valida come evento dell'UCI Europe Tour 2013 categoria 1.2, si svolse il 10 agosto 2013 su un percorso di 178,8 km. Fu vinto dal francese Florian Sénéchal, che terminò la gara in 4h14'53" alla media di 42,08 km/h.
Al traguardo 130 ciclisti portarono a termine la gara.

## Squadre e corridori partecipanti
| N.    | Cod. | Squadra                   |
| ----- | ---- | ------------------------- |
| 1-8   | CCC  | CCC Polsat-Polkowice      |
| 9-16  | LKT  | LKT Team Brandenburg      |
| 17-24 | BAU  | Bauknecht-Author          |
| 25-32 | EXP  | Experiment 23             |
| 33-40 | SKC  | SKC Tufo-Prostejov        |
| 41-48 |      | WV De Jonge Renner        |
| 49-56 |      | KS Pogon Mostostal Pulawy |
| 57-64 | WIB  | Wibatech-Brzeg            |
| 65-72 | POL  | Polonia                   |
| 73-80 | KLS  | Kolss Cycling Team        |
| 81-88 | BGZ  | Bank BGZ                  |

| N.      | Cod. | Squadra                      |
| ------- | ---- | ---------------------------- |
| 89-96   | LAS  | Las Vegas Power Energy Drink |
| 97-104  | CLG  | Chrobry Lasocki Glogow       |
| 105-112 | BDC  | BDC-Marcpol Team             |
| 113-120 | NSP  | NSP-Ghost                    |
| 121-128 | DUK  | Dukla Trencin-Trek           |
| 129-136 | RBD  | Rietumu-Delfin               |
| 137-144 | ETI  | Etixx-Ihned                  |
| 145-152 |      | CK Epic Dohnany              |
| 153-160 |      | Cartusia-Stal                |
| 161-168 | BLR  | Bielorussia                  |

## Ordine d'arrivo (Top 10)
| Pos. | Corridore          | Squadra     | Tempo    |
| ---- | ------------------ | ----------- | -------- |
| 1    | Florian Sénéchal   | Etixx-Ihned | 4h14'53" |
| 2    | Kamil Gradek       | BDC-Marcpol | s.t.     |
| 3    | Pawel Cieslik      | Bank BGZ    | s.t.     |
| 4    | Lukasz Owsian      | CCC Polsat  | a 36"    |
| 5    | Josef Černý        | CCC Polsat  | s.t.     |
| 6    | Jonas Koch         | LKT Team    | a 57"    |
| 7    | Leszek Pluciński   | BDC-Marcpol | s.t.     |
| 8    | Jan Stöhr          | SKC Tufo    | s.t.     |
| 9    | Jarosław Rębiewski | Las Vegas   | a 3'10"  |
| 10   | Jan Chalupcik      |             | s.t.     |